# Stenodeza
Stenodeza là một chi nhện trong họ Salticidae.